# 拉玛 (泰国国王)
所有泰國扎克里王朝的國王都被稱為拉瑪（Rama）。「拉瑪」這個名字源於印度教神祇羅摩。歷史上，所有泰國君主都使用「拉瑪鐵菩提」作為自己的正式頭銜，這個頭銜至扎克里王朝時期仍被沿用。越南《大南實錄》將扎克里王朝的國王稱為佛王（越南语：／）。
至蒙固和朱拉隆功在位期間，受到西方世界的影響，開始使用「拉瑪某世」這類稱號作為非官方稱謂。19世紀末，瓦栖拉兀在英國留學期間，覺得歷代暹羅國王名字太長難以向西方人介紹，於是使用「拉瑪某世」之名稱呼扎克里王朝歷代國王。他也使用英文自稱「拉瑪六世」，此類的名字在今日仍然使用。但在此之前，沒有任何一位扎克里王朝的君主使用「拉瑪某世」這類的稱號。此前的扎克里王朝君主，都被追認為「拉瑪一世」、「拉瑪二世」等這類稱號。
然而，阿瑜陀耶王國及吞武里王國時期的數位君王也以「拉瑪鐵菩提」（รามาธิบดี，「拉瑪王」）而為人所知。「阿瑜陀耶」之名源於《羅摩衍那》中羅摩的首都阿約提亞。大多數更早的國王被歷史學家以頭銜來稱呼而不是本名。在國王在世期間按照慣例通常不稱其名字，而在許多情況下，國王的本名是未知的。
甚至這些頭銜都是值得懷疑的。每位國王的頭銜全稱都刻在一個金製的盤子上，這些盤子在1767年緬甸摧毀阿瑜陀耶城的時候全部丟失了。

## 歷代「頌德·帕·拉瑪鐵菩提」
歷代「頌德·帕·拉瑪鐵菩提」
- 頌德·帕·拉瑪鐵菩提一世：烏通王
- 頌德·帕·拉瑪鐵菩提二世：切他提拉（英语：Chettathirat）
- 頌德·帕·拉瑪鐵菩提三世：那萊王
- 頌德·帕·拉瑪鐵菩提四世：普他育法朱拉洛（拉瑪一世）
- 頌德·帕·拉瑪鐵菩提五世：普他勒拉那帕萊（拉瑪二世）

## 歷代「帕巴·頌德·帕·拉瑪鐵菩提」
歷代「帕巴·頌德·帕·拉瑪鐵菩提」
- 帕巴·頌德·帕·拉瑪鐵菩提一世：普他育法朱拉洛（拉瑪一世）
- 帕巴·頌德·帕·拉瑪鐵菩提二世：普他勒拉那帕萊（拉瑪二世）
- 帕巴·頌德·帕·拉瑪鐵菩提三世：南告（拉瑪三世）
- 帕巴·頌德·帕·拉瑪鐵菩提四世：蒙固（拉瑪四世）
- 帕巴·頌德·帕·拉瑪鐵菩提五世：朱拉隆功（拉瑪五世）
- 帕巴·頌德·帕·拉瑪鐵菩提六世：瓦栖拉兀（拉瑪六世）
- 帕巴·頌德·帕·拉瑪鐵菩提七世：巴差提朴（拉瑪七世）
- 帕巴·頌德·帕·拉瑪鐵菩提八世：阿南塔玛希敦（拉瑪八世）
- 帕巴·頌德·帕·拉瑪鐵菩提九世：普密蓬·阿杜德（拉瑪九世）
- 帕巴·頌德·帕·拉瑪鐵菩提十世：玛哈·哇集拉隆功（拉瑪十世）